# Kooperationskolleg Vilnius
Das Kooperationskolleg Vilnius (lit. Vilniaus kooperacijos kolegija) ist eine private Hochschule in Litauen.  Es gibt Filialen in Vilnius und Kaunas. Die Studiengänge sind Rechnungswesen, Betriebswirtschaft, Informationsmanagement.

## Geschichte
Das Kolleg wurde am 1. September 2000 statt der höheren Kooperationsschule gegründet. Ihre Vorgängerin war die 1930 gegründete Wirtschaftsschule Kaunas, die ab 1945 dem Verband Lietuvos vartotojų kooperatyvų sąjunga gehörte.